# Rosella Palmini Lattanzi
Rosella Palmini, coniugata Lattanzi (Civitanova Marche, 20 giugno 1952 – Civitanova Marche, 4 novembre 2021), è stata una politica italiana.

## Biografia
Ancora studentessa, Rosella Palmini si impegnò in politica militando nel Partito Comunista Italiano, del quale il padre Vincenzo era stato dirigente. Nel 1978 divenne la prima donna a rivestire il ruolo di assessore nella città di Civitanova Marche, all'interno della giunta di Claudio Corvatta. Fu inoltre la prima donna vicesindaco della città.
Si dimise dalla carica di assessore nel 1982, quando entrò alla Camera dei deputati subentrando al deputato dimissionario Guido Carandini. In occasione delle elezioni politiche del 1983 figurò tra i candidati alla Camera nella circoscrizione Ancona-Pesaro-Macerata-Ascoli Piceno, all'interno delle liste del PCI e, in base ai risultati ottenuti venne rieletta deputata. Nel corso della sua permanenza alla Camera, fu assegnata dapprima alla commissione Bilancio e dopo un mese passò alla commissione Lavori Pubblici, dove restò fino al termine del suo mandato parlamentare nel 1987.
Nel 1988 tornò alla politica locale venendo eletta nel consiglio comunale di Civitanova Marche. Rimase attiva anche nell'associazionismo, operando sul territorio con Legambiente.
Sposata con Enrico Lattanzi, aveva un figlio di nome Giulio, Rosella Palmini morì all'età di 69 anni a Civitanova nel novembre del 2021, in seguito a una malattia che le era stata diagnosticata da alcuni anni. 